# When You Were Young
"When You Were Young" é uma música composta e tocada pela banda norte-americana de rock The Killers. A música faz parte do segundo álbum da banda, Sam's Town. A música foi lançada como o principal single do álbum, em Setembro de 2006. Foi um dos singles da banda que obtiveram maior sucesso, alcançando a 14.ª posição no US Hot 100 (apenas "Mr. Brightside" atingira posição maior, ficando em 10º no ano de 2004) e a 1ª posição no US Modern Rock Tracks. "When You Were Young" atingiu a segunda posição no Reino Unido, e a 10.ª na Austrália.
A música mostra a banda adotando um estilo de música mais "americano". "When You Were Young" foi muito comparada ao estilo de Bruce Springsteen, além de ter sido o fator catalisador da grande divisão de opiniões acerca do segundo álbum do grupo. Apesar de tudo, ela foi indicada para o Grammy de 2007 para "Melhor Música de Rock", e o videoclipe da música (dirigido por Anthony Mandler e gravado em Tlayacapan, no México), recebeu outra indicação ao Grammy. O single atingiu, também, a 69ª posição no 100 Músicas Mais-Vendidas de 2006 do iTunes, além da 4ª posição no Triple J Hottest de 2006.
Bandas influentes no atual cenário musical fizeram covers de "When You Were Young", como Coldplay. A canção está presente nos jogos de videogame Guitar Hero III: Legends of Rock, SingStar Amped e Rock Band. Ela também apareceu no terceiro bloco do Victoria's Secret Fashion Show.

## Versões e faixas

### CD Americano
1. "When You Were Young" (radio version) - 3:39

- US Promo

### CD Britânico
1. "When You Were Young" - 3:39
2. "All the Pretty Faces" - 4:44

### CD Europeu
1. "When You Were Young" - 3:39
2. "All The Pretty Faces" - 4:44
3. "When You Were Young" (video)

### CD Americano
1. "When You Were Young" (Jacques Lu Cont's Thin White Duke Radio Edit) - 3:58
2. "When You Were Young" (The Lindbergh Palace Radio Edit) - 4:31
3. "When You Were Young" (Jacques Lu Cont's Thin White Duke Mix) - 6:23
4. "When You Were Young" (The Lindbergh Palace Remix) - 6:59
5. "When You Were Young" (Jacques Lu Cont's Thin White Duke Dub) - 6:23
6. "When You Were Young" (The Lindbergh Palace Dub) - 6:50

- US promo

### Vinis 12" Americanos
1. "When You Were Young" (Jacques Lu Cont's Thin White Duke Mix) - 6:23
2. "When You Were Young" (The Lindbergh Palace Remix) - 6:59

1. "When You Were Young" (Jacques Lu Cont's Thin White Duke Dub) - 6:23
2. "When You Were Young" (The Lindbergh Palace Dub) - 6:50

## Paradas musicais
| Paradas (2006)                              | Melhor posição |
| ------------------------------------------- | -------------- |
| Austrália (ARIA Charts)                     | 10             |
| Nova Zelândia (RIANZ)                       | 10             |
| Noruega (VG-lista)                          | 20             |
| Suécia (Sverigetopplistan)                  | 45             |
| Países Baixos (Mega Top 50)                 | 25             |
| Itália (FIMI)                               | 40             |
| Reino Unido (UK Singles Chart)              | 2              |
| Estados Unidos (Billboard Hot 100)          | 14             |
| Estados Unidos (Hot Modern Rock Tracks)     | 1              |
| Estados Unidos (Hot Mainstream Rock Tracks) | 30             |
| Estados Unidos (Billboard Pop 100)          | 18             |

### Vendas e certificações
| País                  | Certificação | Vendas    |
| --------------------- | ------------ | --------- |
| Brasil – ABPD         | Diamante     | 160 000   |
| Reino Unido – BPI     | Platina      | 100 000+  |
| Estados Unidos – RIAA | Platina      | 1 000 000 |